# Parque cerrado
Parque cerrado, também conhecido como savana parque, na conceituação do IBGE, trata-se de um subgrupo de formação da savana, constituído essencialmente por um estrato graminóide, integrado por hemicriptófitos e geófitos de florística natural ou antropizada, entremeado por nanofanerófitos isolados, com conotação típica de um “parque inglês” (Parkland). Os estratos arbustivo e arbóreo ficam entremeados entre o estrato herbáceo abundante, e variam em altura e os caules em espessura, de acordo com as condições locais.
A Savana Parque de natureza antrópica é encontrada em todo o território brasileiro. Já o Parque Cerrado natural tem duas fisionomias distintas. A primeira ocorre algumas vezes com feição de campos litossólicos e/ou rupestres, sendo que muitas vezes esses locais são áreas de boqueirões e chapadas localizados entre vales fluviais, e nesses casos, o cerrado constitui em encrave vegetacional em áreas de caatinga e mata atlântica; essas formações aparecem com bastante frequência no Nordeste brasileiro. A segunda aparece em áreas encharcadas de depressões periodicamente inundadas, onde ocorrem as tipologias naturais de cerrado de Pantanal, no Centro-Oeste brasileiro, com denominações regionais diversas, caracterizadas pela presença de “covoais”, “monchões” ou “murunduns”, entre outros; frequentemente são designados por "veredas" e a estas estão associadas palmeiras, como o buriti.

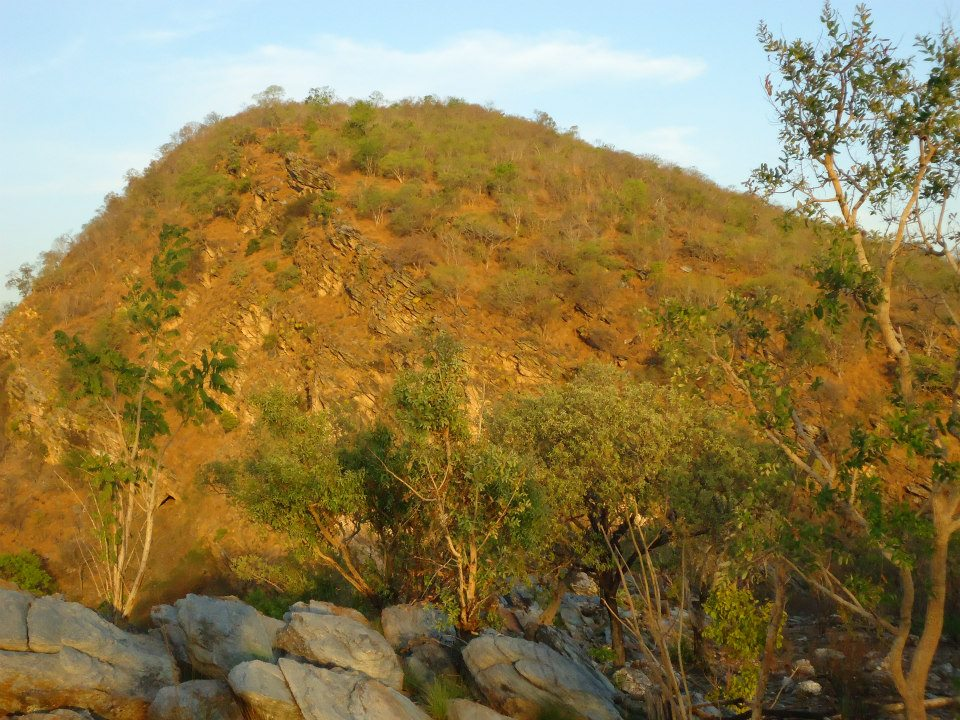
Parque cerrado na chapada do Boqueirão do Rio Salgado, município de Lavras da Mangabeira - Ceará